# Гуалдо Тадино
Гуалдо Тадино (на италиански: Gualdo Tadino) e град и община в Централна Италия, североизточна Умбрия, провинцията Перуджа в подножието на Monte Penna в Средните Апенини. Намира се на 47 км североизточно от Перуджа и на 30 км югоизточно от Губио. Градът има 15 018 жители (към 31 декември 2017 г.).

## История
Градът се споменава първо като селото Тарсина, което е завладяно от римляните през 266 пр.н.е.. Получава името Тадинум и става станция на Виа Фламиния. През 216 пр.н.е. е разрушен от войската на Ханибал, през 47 пр.н.е. от Юлий Цезар и 410 г. от вестготите на Аларих I. През 1239 г. градът е възстановен в днешния си вид по заповед на император Фридрих II.
При града през 552 г. се състои битката при Тагинае или Битката при Буста Галорум. При нея римската войска на Нарсес побеждава остготите, водени от крал Тотила.